# Яновець (Західнопоморське воєводство)
Яновець (пол. Janowiec) — село в Польщі, у гміні Боболиці Кошалінського повіту Західнопоморського воєводства.
У 1975—1998 роках село належало до Кошалінського воєводства.